# الاتحاد الاشتراكي العربي الليبي
الاتحاد الاشتراكي العربي الليبي هو حزب سياسي ينشط في ليبيا.
العديد من جوانب وأساسيات الحزب قادمة من أفكار جمال عبد الناصر؛ وهذا ما يُفسر الثورة الاشتراكية التي قام بها نظام معمر القذافي كما يُفسر استيلاء الحزب على السلطة جنبا إلى جنب مع حركة الضباط الأحرار عام 1971. يُعد الحزب مقابلا لنظيره المصري حيث يعمل بنظام الحزب الواحد وقد تم تأسيس الحزب كأداة وطنية متكاملة للتعبير بدلا من حزب سياسي ينخرط في الأمور الانتخابية وهلم جرا.
كان البشير حاودي هو الأمين العام للحزب. في أيار/مايو 1972 فيما وافق الحزبان الليبي والمصري على الاندماج وتمثيل هيئة واحدة.